# Sidotheca emarginata
Sidotheca emarginata là một loài thực vật có hoa trong họ Rau răm. Loài này được (H.M. Hall) Reveal mô tả khoa học đầu tiên năm 2004.